# Smochowice

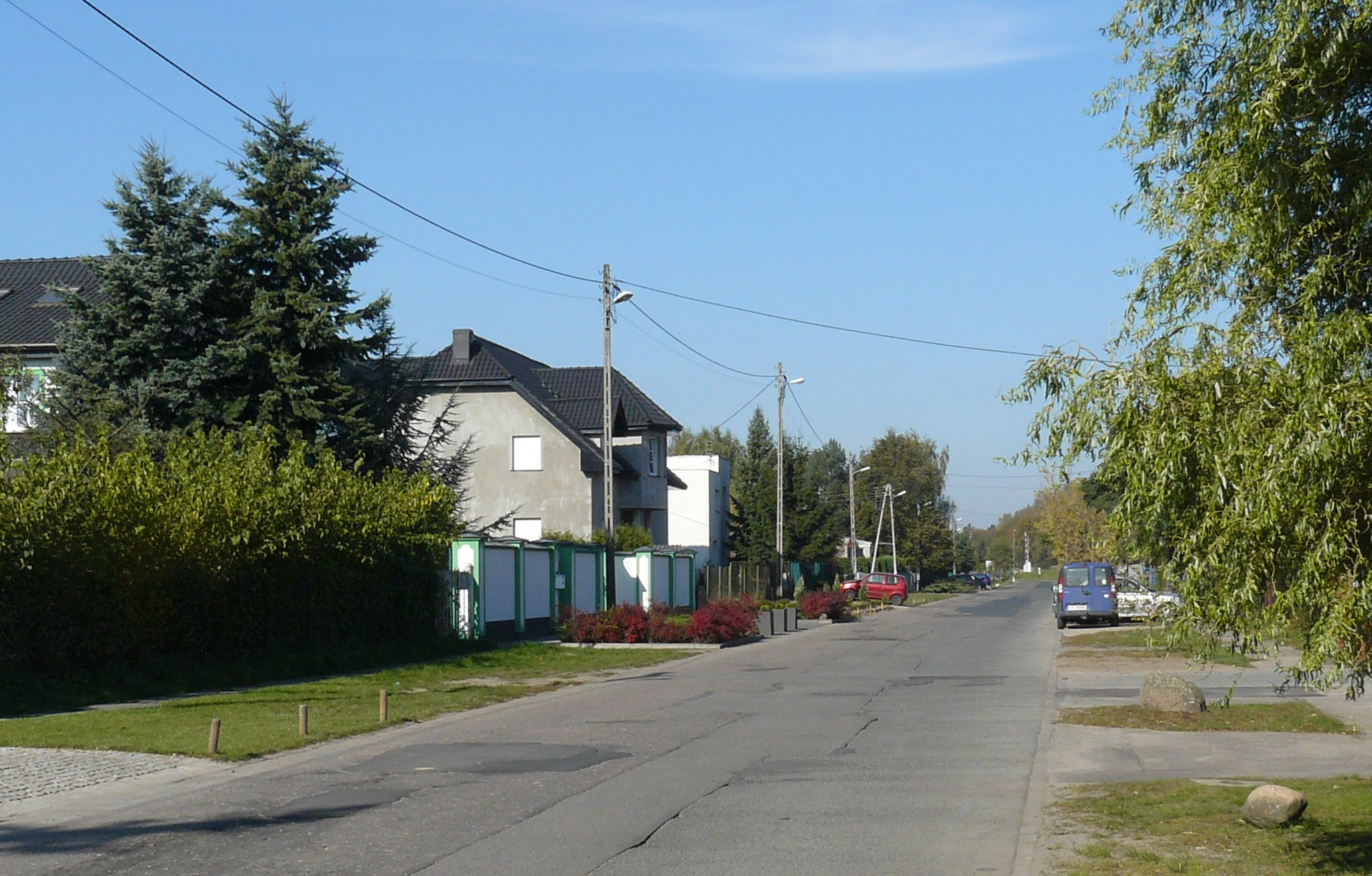
Ulica Człuchowska – typowa zabudowa

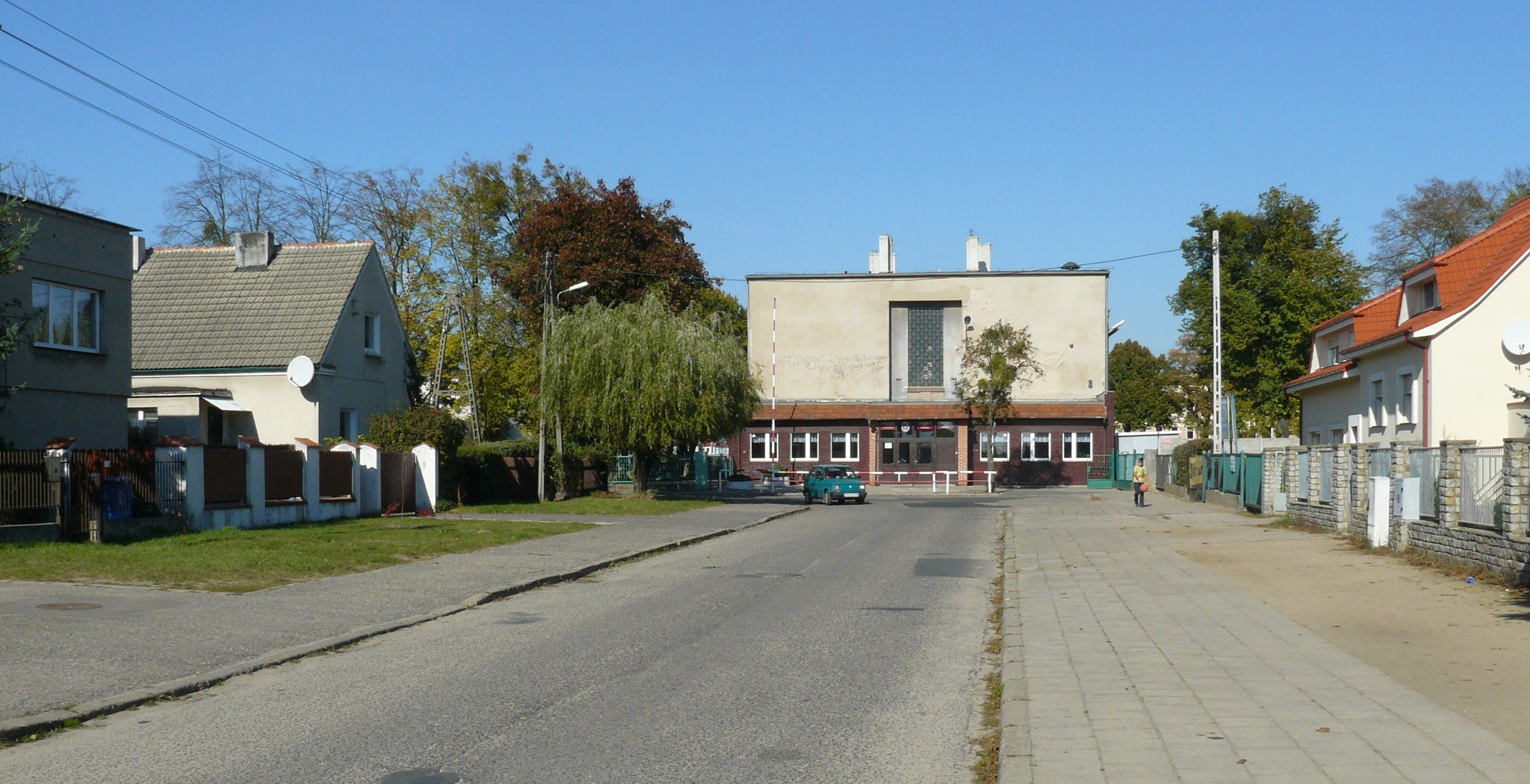
Ulica Leśnowolska – szkoła

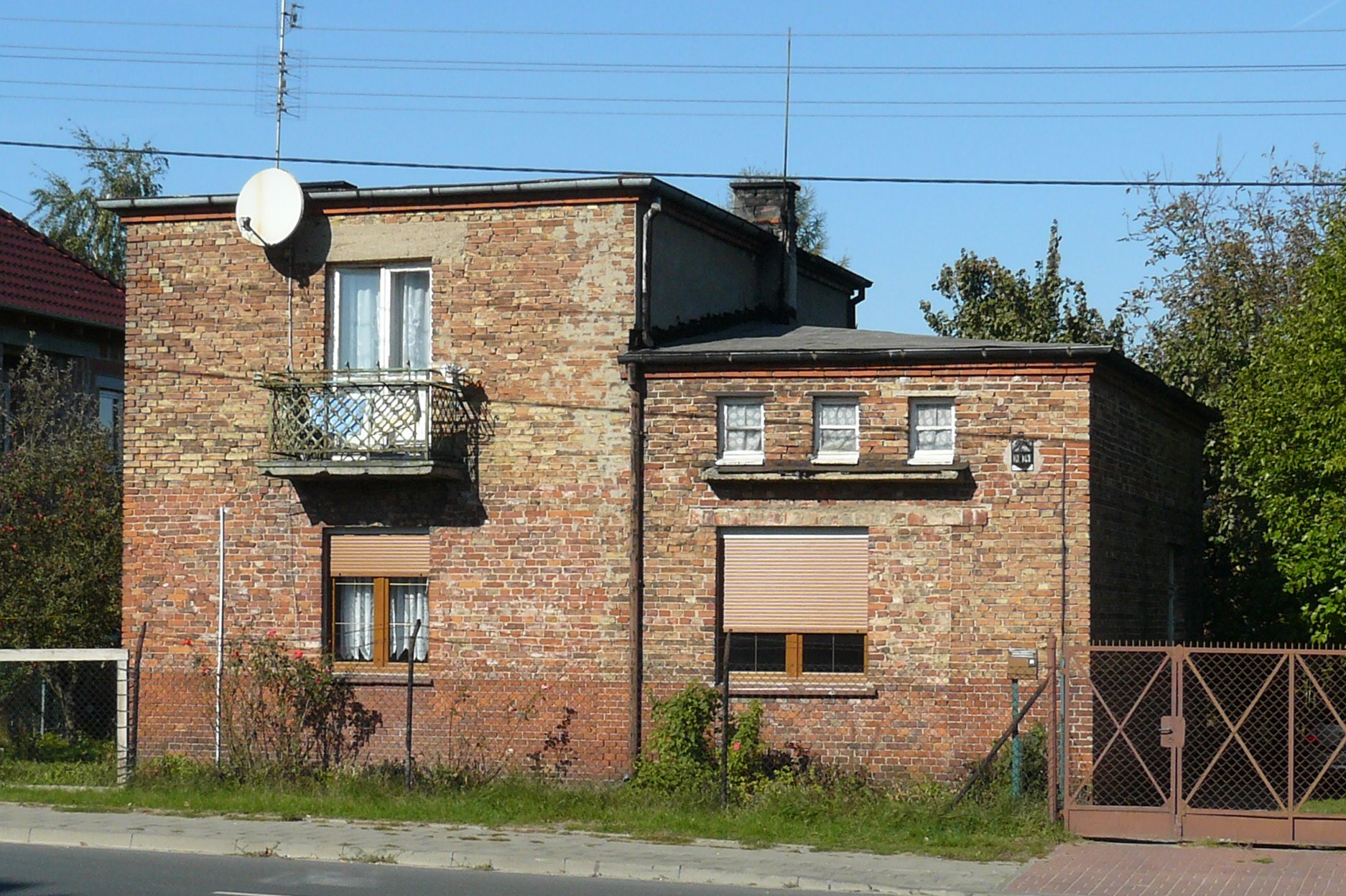
Stara zabudowa ulicy Sianowskiej

Smochowice – część Poznania, w zachodnim obszarze miasta, na osiedlu Krzyżowniki-Smochowice.

## Położenie
Sąsiaduje z Wolą i Sytkowem. Jest to głównie osiedle domów jednorodzinnych. Osiedle znajduje się niedaleko drogi krajowej nr 92 łączącej Świecko z Warszawą. Dookoła znajduje się wiele lasów oraz Jezioro Kierskie i Strzeszyńskie.
Skrajem północno-wschodnim przebiega linia kolejowa nr 351 z Poznania do Szczecina – pierwsza linia, która dotarła do Poznania w 1848 i znajduje się stacja kolejowa Poznań Wola.

## Historia
Nazwa wywodzi się od potomków Smocha, czyli Smochowiców. Smoch to skrócona wersja imienia Smogorz (obecnego w Bulli gnieźnieńskiej). W 1253 nazwę zapisano jako Smochovici.
Smochowice wraz z Krzyżownikami włączono do Poznania przez władze niemieckie w 1940 roku, formalnie władze polskie przyłączyły dzielnice do Poznania w 1950. Budownictwo jednorodzinne zaczęło się tutaj rozwijać w latach 60. XX w. Na cmentarzu parafialnym pochowany jest archeolog Józef Kostrzewski.

## Zabudowa
Na Smochowicach znajdują się:
- kościół pod wezwaniem Imienia Maryi,
- pomnik Bogdana Jańskiego,
- Szkoła podstawowa nr 57 im. Józefa Kostrzewskiego (w 1988 odsłonięto tu tablicę pamiątkową ku czci eksterminowanych w budynku szkolnym Żydów i jeńców francuskich[3]),
- prywatna szkoła podstawowa Olimpijczyk,
- publiczne przedszkole nr 14 Polne kwiaty,
- niepubliczne przedszkole Czerwony Kapturek,
- niepubliczne przedszkole CUDAK
- niepubliczne przedszkole Akademia Przyrody
- niepubliczne przedszkole Zaczarowany Dworek
- niepubliczny żłobek Tęcza
- boisko piłkarskie, niepełnowymiarowe,
- ogrody działkowe Zakątek – ul. Polanowska 34,
- cmentarz parafialny przy ul. Braniewskiej/Lubowskiej.

## Komunikacja
Do Smochowic docierają linie autobusowe  na zlecenie ZTM Poznań

## Ciekawostka
Do marca 1970 z Ogrodów na Smochowice kursował trolejbus. Linia od lat 40. do lutego 1954 roku posiadała oznaczenie U, a następnie numer 103. Pętla była zlokalizowana na wysokości skrzyżowania ulicy Jarosława Dąbrowskiego z ulicą Santocką.